# Георг Лудвиг фон Фрайберг-Юстинген
Георг Лудвиг фон Фрайберг-Юстинген (на немски: Georg Ludwig von Freyberg-Justingen; * 1574; † 1631, замък Щауфенек, Залах) е благородник от стария швабски род Фрайберг, господар, фрайхер на Юстинген, част от град Шелклинген в Баден-Вюртемберг, господар на Юстинген и Офинген.

## Произход и управление
Той е син на фрайхер Михаел Лудвиг фон Фрайберг-Юстинген († 1582) и Фелицитас Ландшад фон Щайнах († 1570), дъщеря на Ханс Плайкард Ландшад фон Щайнах и Анна Елизабет фон Хелмщат. Внук е на фрайхер Георг Лудвиг фон Фрайберг-Юстинген († 1561/1562) и Катарина фон Лаубенберг. По-голям брат е на Ханс Плайкарт фон Фрайберг († 1612).
Родителите му построяват през 1567 г. на мястото на стария средновековен замък ренесансовия дворец Юстинген. През 1623 г. Георг Лудвиг купува замък Щауфенек (в Залах) от херцог Фридрих фон Вюртемберг.

## Фамилия
Първи брак: с Барбара фон Пфюрдт. Бракът е бездетен.
Втори брак: на 7 април 1589 г. в дворец Юстинген с Барбара фон Еберщайн-Риксинген (ок. 1574 – сл. 1609), дъщеря на граф Ханс Бернхард фон Еберщайн (1540 – 1574) и ландграфиня Маргарета фон Диц (1544 – 1608). Те имат седем деца:
- Михаел (Вилхелм) фон Фрайберг (* 1590;), женен за Урсула фон Мьорзберг и Бефорт; имат двама сина:
  - Георги Лудвиг (1619 – 1663), неженен
  - фрайхер Хиронимус Фридрих фон Фрайберг († 1687), продължава рода

- Йохана Фелицитас фон Фрайберг (* 1591)
- Йохан Филип фон Фрайберг (* 1594)
- Ханс Якоб фон Фрайберг (* 1595)
- Сузана фон Фрайберг (* 1596)
- Михаел фон Фрайберг-Юстинген-Йофинген (1597 – 1641), фрайхер, женен ок. 1630 г. за вилд-и Райнграфиня Анна Амалия фон Кирбург-Мьорхинген (* 1604; † 1676), дъщеря на вилд и Райнграф Йохан IX фон Кирбург-Мьорхинген (1575 – 1623) и Анна Катарина фон Крихинген († 1638); нямат деца[2]
- Анна Маргарета фон Фрайберг (* ок. 1609), омъжена на 5 юни 1640 г. в Улм за барон Вилиам Гун-Гуин фон Улм († ок. 1660)